# Сонж'є
Сонж'є́ (фр. Songieu) — колишній муніципалітет у Франції, у регіоні Овернь-Рона-Альпи, департамент Ен. Населення — 130 осіб (2011).
Муніципалітет був розташований на відстані близько 410 км на південний схід від Парижа, 75 км на схід від Ліона, 45 км на південний схід від Бург-ан-Бресса.

## Історія
До 2015 року муніципалітет перебував у складі регіону Рона-Альпи. Від 1 січня 2016 року належав до нового об'єднаного регіону Овернь-Рона-Альпи.
1 січня 2016 року Сонж'є, Ле-Гранд-Абержман, Отонн i Ле-Петі-Абержман було об'єднано в новий муніципалітет О-Вальроме.

## Демографія
Динаміка населення (Cassini ):
Розподіл населення за віком та статтю (2006):
| Стать | Всього | До 15 років | 15-24 | 25-44 | 45-64 | 65-85 | Понад 85 |
| --- | ------ | ----------- | ----- | ----- | ----- | ----- | -------- |
| Чоловіки | 56     | 4           | 4     | 12    | 16    | 16    | 4        |
| Жінки | 72     | 20          | 4     | 16    | 12    | 12    | 8        |
| \| Статево-вікова піраміда \| Статево-вікова піраміда \| Статево-вікова піраміда \| \| ----------------------- \| ----------------------- \| ----------------------- \| \| Чоловіки \| Вік \| Жінки \| \| 4 \| 85 + \| 8 \| \| 4 \| 80-84 \| 0 \| \| 4 \| 75-79 \| 4 \| \| 8 \| 70-74 \| 4 \| \| 0 \| 65-69 \| 4 \| \| 4 \| 60-64 \| 0 \| \| 4 \| 55-59 \| 8 \| \| 4 \| 50-54 \| 0 \| \| 4 \| 45-49 \| 4 \| \| 4 \| 40-44 \| 4 \| \| 0 \| 35-39 \| 0 \| \| 8 \| 30-34 \| 4 \| \| 0 \| 25-29 \| 8 \| \| 4 \| 20-24 \| 0 \| \| 0 \| 15-20 \| 4 \| \| 0 \| 10-14 \| 4 \| \| 0 \| 5-9 \| 8 \| \| 4 \| 0-4 \| 8 \| |        |             |       |       |       |       |          |
| Статево-вікова піраміда |        |             |       |       |       |       |          |
| Чоловіки | Вік    | Жінки       |       |       |       |       |          |
| 4 | 85 +   | 8           |       |       |       |       |          |
| 4 | 80-84  | 0           |       |       |       |       |          |
| 4 | 75-79  | 4           |       |       |       |       |          |
| 8 | 70-74  | 4           |       |       |       |       |          |
| 0 | 65-69  | 4           |       |       |       |       |          |
| 4 | 60-64  | 0           |       |       |       |       |          |
| 4 | 55-59  | 8           |       |       |       |       |          |
| 4 | 50-54  | 0           |       |       |       |       |          |
| 4 | 45-49  | 4           |       |       |       |       |          |
| 4 | 40-44  | 4           |       |       |       |       |          |
| 0 | 35-39  | 0           |       |       |       |       |          |
| 8 | 30-34  | 4           |       |       |       |       |          |
| 0 | 25-29  | 8           |       |       |       |       |          |
| 4 | 20-24  | 0           |       |       |       |       |          |
| 0 | 15-20  | 4           |       |       |       |       |          |
| 0 | 10-14  | 4           |       |       |       |       |          |
| 0 | 5-9    | 8           |       |       |       |       |          |
| 4 | 0-4    | 8           |       |       |       |       |          |

## Економіка
2010 року серед 66 осіб працездатного віку (15—64 років) 54 були активними, 12 — неактивними (показник активності 81,8%, у 1999 році було 63,0%). З 54 активних мешканців працювало 48 осіб (27 чоловіків та 21 жінка), безробітними було 6 (3 чоловіки та 3 жінки). Серед 12 неактивних 4 особи були учнями чи студентами, 6 — пенсіонерами, 2 були неактивними з інших причин.

У 2010 році в муніципалітеті числилось 62 оподатковані домогосподарства, у яких проживали 139,0 особи, медіана доходів виносила 17 727 євро на одного особоспоживача